# أل بيرنستاين
أل بيرنستاين (بالألمانية: Al Bernstein)‏ هو فنان نمساوي، ولد في 1949 في غراتس في النمسا.

## التكريم والجوائز
1982
1989
1990